# Agens oslobađanja serotonin-norepinefrin-dopamina
Agens oslobađanja serotonin-norepinefrin-dopamina (engl. serotonin–norepinephrine–dopamine releasing agent, SNDRA), takođe poznat kao trostruki agens oslobađanja (engl. triple releasing agent, TRA), tip je leka koji indukuje oslobađanje serotonina, norepinefrina/epinefrina, i dopamina u mozgu i telu. SNDRA proizvode euforične, entaktogene i psihostimulativne efekte i skoro isključivo se susreću kao rekreativni lekovi.
Blisko srodna vrsta leka je inhibitor ponovnog preuzimanja serotonin-noradrenalina-dopamina (SNDRI). Stahl u svom radu koristi termin „trimonoaminergički modulatori“ (TMM).

## Primeri SNDRA
Primeri SNDRA materijala uključuju specifične amfetamine kao što su MDMA, MDA, 4-metilamfetamin, metamfetamin (u visokim dozama), određene supstituisane benzofurane kao što su 5-APB i 6-APB, naftilizopropilamin; katinoni kao što su mefedron i metilon; triptamine kao što su αMT i αET; zajedno sa agensima drugih hemijskih klasa kao što su 4,4'-DMAR, i 5-IAI. αET i αMT su od posebne važnosti među SNDRA po tome što su ti triptamini nekada korišćeni kao farmaceutski lekovi, posebno kao antidepresivi, ali su povučeni ubrzo nakon uvođenja tokom 1960-ih zbog problema sa toksičnošću i rekreativnom upotrebom. Prvobitno se smatralo da takvi triptamini deluju kao inhibitori monoamin oksidaze (MAOI) pre nego što su razjašnjena dejstva o oslobađanju monoamina. Mnogo godina nakon povlačenja, utvrđeno je da αET proizvodi serotonergičku neurotoksičnost, slično MDMA i raznim drugim SNDRA; isto vrlo verovatno važi i za αMT, iako nije specifično procenjeno.

## Spoljašnje veze
- Mediji vezani za članak Agens oslobađanja serotonin-norepinefrin-dopamina na Vikimedijinoj ostavi